# Заговор на Паци
Заговорът на Паци (на италиански: Congiura dei Pazzi), приключил на 26 април 1478 г., е заговор, замислен от флорентинското банкерско семейство Де Паци с цел да смаже хегемонията на Медичите чрез подкрепата на папата и други външни субекти, включително Сиенската република, Кралство Неапол и Херцогство Урбино. Заговорът довежда до убийството на Джулиано де Медичи и раняването на Лоренцо Великолепни, без обаче да сложи край на властта на Медичите над Флоренция, както е било планирано.
Заговорът на Паци е единственият срещу семейство Медичи, който успява да елиминира член на семейството и води до трайни последици върху съдбата на италианското равновесие в края на XV век.

## Предистория
Членовете на семейство Медичи, винаги в центъра на градската политика, претърпяват поне по един заговор на поколение: Козимо де Медичи е заточен по политически причини за една година, а синът му Пиеро по чудо избягва от засада, устроена му от Лука Пити по пътя към Вилата на Медичите в Кареджи. Папа Лъв X (Джовани де Медичи) е трябвало да бъде убит от неговия лекар, инструктиран от група враждебно настроени към него кардинали, а Козимо I рискува да бъде прострелян, докато процесията му минава пред Палацо Пучи.
От 1469 г. Флоренция се управлява от синовете на Пиеро (който умира същата година): Лоренцо и Джулиано де Медичи, които тогава са съответно на 20 и 16 години. Лоренцо активно следва политическия живот с метода на дядо си Козимо Стари, тоест без да получава преки длъжности, а контролирайки всички магистратури и ключови места чрез доверени хора.
Не е ясно дали идеята за заговора се е зародила във Флоренция по инициатива на фамилията де Паци или по-скоро в Рим, в съзнанието на техния най-мощен съюзник, папа Сикст IV. Във всеки случай идеята за физическо елиминиране на фактическите господари на града насочва цяла поредица от фигури срещу тях, които се организират в същинския заговор.
Папа Сикст IV дела Ровере, необуздан непотист, веднъж избран на папския трон (1471 г.), има интерес да завладее богатите флорентински територии в полза на своите племенници, включително благородника Джироламо Риарио, а също и да финансира скъпата работи, предприети от него в Рим, като разкрасяването и реорганизацията на Ватиканската библиотека. Той също така не гледа с добро око на експанзионистичните цели на Медичите към Романя.
Папата вече демонстрира враждебността си към Медичите, лишавайки ги от управлението на папските финанси именно в полза на семейство Паци. Те твърдят пред Лоренцо, че тази промяна в предпочитанието се дължи само на техните търговски качества, а не на некоректност, но Лоренцо Великолепни вероятно изчаква подходящия момент, за да си отмъсти за този търговски провал. Управлението на папските финанси включва огромен престиж и голямо богатство, идващи както от комисиите за движенията, така и от експлоатацията на мините за стипца в планината Толфа: стипцата се използва като фиксатор за боядисване на дрехи и за цветовете на миниатюри, а мините на Монти дела Толфа, разположени в папската територия близо до Чивитавекия, са единствените известни в Италия по онова време, така че тяхната експлоатация гарантира монопола на незаменима субстанция както в производството на текстил, така и в книжното производство.
Така Паци и папата са в тесен съюз в Рим, но идеята за заговор срещу Медичите все още не се е проявила, а напротив – двете флорентински фамилии, макар и съперници, са свързани помежду си благодарение на брака между Гулиелмо де Паци и Бианка де Медичи, по-голямата сестра на Лоренцо през 1468 г.
Искрата, която запалва духовете, обикновено се идентифицира във въпроса за наследството на Беатриче Боромео, съпругата на Джовани де Паци. През 1477 г., след смъртта на нейния много богат баща Джовани Боромео, Лоренцо обнародва закон със задна дата, който лишава дъщерите от наследство в отсъствието на братя, като кара то да премине директно към всички братовчеди от мъжки пол. Така Лоренцо избягва значителното разрастване на богатството на Паци.
Напрежението между двете семейства нараства, когато Лоренцо обвинява Паци, че са дали назаем на папата 30 хил. дуката, за да може племенникът му да завладее графство Имола, опасно близо до флорентинските територии. Това е решение, което е в разрез с точната директива на Лоренцо, който не само е отказал заема на папата, но също е помолил другите флорентински банки да не го отпускат.

## Организация на заговора
Вероятно през този период (около 1477 г.) заговорът започва да се обмисля, преди всичко от Якопо и Франческо де Паци, към които се добавя Франческо Салвиати, архиепископ на Пиза в конфликт с Медичите, които са решили да не му дадат флорентинския пост и вместо това се предпочели техния роднина, Риналдо Орсини. След като Медичите бъдат елиминирани, ръководството на Флоренция би трябвало да отиде у Джироламо Риарио. Вероятно на начало на преговорите оказва влияние и смъртта през август 1477 г. на влиятелния кардинал камерлинг Латино Орсини – чичо на Клариса Орсини г. съпруга на Лоренцо Великолепни, което със сигурност е щяло да представлява пречка за заговора срещу неговите покровителствани лица.
Папата се погрижва да намери друга външна подкрепа: Сиенската република, кралят на Неапол, както и войските, изпратени от градовете Тоди, Чита ди Кастело, Перуджа и Имола (всички папски територии). Той също така препоръчва да се избягват кръвопролития: това очевидно е чисто проформа предложение, което заговорниците не вземат предвид: двамата Медичи всъщност трябва да бъдат физически елиминирани. „Ръката“ на действието, т.е. пряк или косвен отговорен за убийството, е идентифицирана в лицето на Джовани Батиста ди Монтесеко. Монтесеко обаче, не като наемен убиец, а като кондотиер, категорично отказва да извърши такова действие, при това в църква по време на религиозна служба и затова е заменен от двама по-малко опитни в оръжията свещеници – Стефано да Баньоне и апостолическият викарий Антонио Мафей да Волтера.
Наскоро е открито шифровано писмо, което доказва със сигурност основното участие на Федерико да Монтефелтро, херцог на Урбино, който има 600 души в полза на заговорниците пред портите на Флоренция. Лоренцо научава за него от признанието на Монтесеко (и следователно единственият, който е екзекутиран чрез обезглавяване вместо обесване). Активен в организирането на заговора е Пиетро Феличи, секретар на херцога на Урбино. Лоренцо Великолепни публикува изповедта на Монтесеко през август, като обаче кара името на херцог Федерико да Монтефелтро да бъде пропуснато. Всъщност те по-късно ще бъдат съюзници заедно с херцог Ерколе I д’Есте в т. нар. „война за солта“ във Ферара срещу Венеция през 1482 г., в която Федерико умира от малария (10 септември).
След като конспирацията има положителен резултат, планът, съгласуван през март в стаите на Апостолическия дворец, предвижда, че Лоренцо Джустини, папски легат, и Джанфранческо Мауруци да Толентино, назначен за губернатор на Имола, ще трябва да поведат войските на Риарио до портите на Флоренция (2000 мъже и няколко коня), като ги държи на разположение на архиепископа на Пиза Франческо Салвиати и на Франческо де Паци.

## Събота, 25 април 1478 г.
Първоначално планът предвижда отравянето на Лоренцо и Джулиано де Медичи по време на банкет, организиран от тях във Вилата на Медичите във Фиезоле на 25 април 1478 г., за да отпразнува успешното избиране за кардинал на 18-годишния Рафаеле Риарио, племенник на папа Сикст IV, чието участие в заговора е спорно; не е известно дали чичо му Сикст IV го е информирал за заговора. Якопо де Паци и Джироламо Риарио са отговорни за отравянето, като трябва да излеят отровата в едно от възлиянията, предназначени за двамата братя. Поводът за банкета, както и семейните отношения между Паци и Медичите, трябва да отклонят подозренията от материалните изпълнители на заговора. Този ден обаче внезапното неразположение на Джулиано прави начинанието невъзможно и то е отложено за следващия ден, за литургията в Санта Мария дел Фиоре.

## Неделя, 26 април 1478 г. в 13.30 ч.
В неделя нищо неподозиращият кардинал Рафаеле Риарио кани всички на литургията, която отслужва в катедралата, като благодарност за празненството организирано предишния ден в негова чест. Медичите и заговорниците отиват на литургия, с изключение на Монтесеко, който отказва да нанесе коварните удари в осветено място. Двама свещеници са набързо наети да ги заменят: Стефано да Баньоне и апостолическият викарий Антонио Мафей да Волтера.
Въпреки това, тъй като Джулиано все още не се чувства добре, Бернардо Бандини (убиецът, предназначен за Джулиано) и Франческо де Паци решават да отидат и да го вземат лично. По пътя от Палацо Медичи до Санта Мария дел Фиоре хронистите си спомнят как заговорниците коварно са прегърнали Джулиано, за да видят дали носи броня под дрехите си, но поради инфекция на крака си той излиза без обичайната си защитна ризница под робата и без неговото „джентиле“ (любезен) – шеговито име, с което нарича бойния си нож, който удря в ранения му крак. Когато пристигат в църквата, литургията вече е започнала.
В тържествения момент на издигането, докато всички са коленичили, избухва истинска засада: Бандини се нахвърля върху Джулиано, удряйки го многократно по гърба с кинжал, след което се затичва към Лоренцо, докато Франческо де Паци мушка с кинжала тялото на Джулиано в локва кръв. Николо Макиавели пише, че Франческо де Паци го е мушкал толкова силно, „че в слепотата си той нарани крака си доста лошо“. Лоренцо, придружен от неразделния Анджело Полициано и неговите оръженосци Андреа и Лоренцо Кавалканти, е ранен в рамото от неопитните свещеници, които се опитват да го намушкат, малко след което успява да влезе в сакристията, където затваря тежките врати и се барикадира. Бандини се нахвърля, вече късно, върху му, но излива гнева си върху банкера Франческо Нори, който поставя тялото си между убиеца и Лоренцо, жертвайки живота си и давайки възможност на Лоренцо да избяга.

## Народното отмъщение за Лоренцо
Якопо де Паци е преценил реакцията на флорентинското население съвсем погрешно. Когато се появява на Пиаца дела Синьория с група другари на коне, викащи „Свобода! “, вместо да бъде аплодиран, той е нападнат от тълпата в неудържимо народно движение, което бушува срещу заговорниците от катедралата до целия град. Войските на папата и на другите градове, които чакат, разположени около Флоренция, стават подозрителни при камбанния звън и самият Якопо де Паци напуска града, донасяйки новината за провала, така че атака не е предприета.
За Паци и техните съюзници епилогът е трагичен: няколко часа след засадата Франческо де Паци, който е ранен и се укрива в дома си, и архиепископът на Пиза Франческо Салвиати, увисват обесени от прозорците на Палацо дела Синьория. С вика „Топки!“ (на итал. palle), вдъхновен от герба на Медичите, Палески (поддръжниците на фракцията на Медичите) отприщват истински лов на хора в града.

Няколко дни по-късно Якопо и Ренато де Паци, който не е участвал в заговора, също са обесени. Якопо бяга от Флоренция, но е заловен и върнат обратно. Той е измъчван, след което обесен от Палацо дела Синьория до разлагащия се труп на Франческо Салвиати. Погребан е в църквата Санта Кроче, но тялото му е изровено и хвърлено в канавка. След това е влачено по улиците и подпряно на вратата на Палацо Паци, където гниещата му глава е използвана подигравателно като чукало. Оттам то е хвърлено в река Арно; деца го изваждат и го окачват на върба, бичуват го и след това го хвърлят обратно в реката. Бернардо Бандини успява да избяга от града, пристигайки, за да намери убежище в Константинопол, но е проследен и предаден във Флоренция, за да бъде екзекутиран на 29 декември 1479 г. Обесеният му труп е нарисуван от Леонардо да Винчи. Джовани Батиста да Монтесеко, въпреки че не е участвал в засадата в катедралата, е арестуван и подложен на изтезание, като разкрива подробностите за заговора, включително участието на папата, когото посочва като основен виновник. Той е обезглавен, запазвайки, за разлика от другите лидери на заговора, честта си, дадена му от смъртта му като войник, а не като предател. Двамата свещеници убийци са заловени няколко дни по-късно и линчувани от тълпата: подпухнали и без уши, те стигат до ешафода на Пиаца дела Синьория и са обесени.
Лоренцо Великолепни не прави нищо, за да смекчи народния гняв, така че е отмъстен, без да окървави ръцете си. Всички Паци са арестувани или изпратени в изгнание, а имуществото им е конфискувано. Осъждането е последвано от damnatio memoriae: името им е забранено да се появява в официални документи и всички фамилни гербове са премахнати от града, включително тези, щамповани върху някои флорина, изсечени от тяхната банка, които са изсечени отново.

## Военен конфликт
След репресиите по заповед на Лоренцо Великолепни, папата отлъчва Медичите, изисквайки освобождаването на затворниците и предаването на отговорните за насилието, подписвайки съюз с Кралство Неапол и Сиенската република, за да принуди флорентинския владетел да се предаде. Получавайки отрицателен отговор, коалиционните сили се обединяват, като се изкачват на полуострова. Те нахлуват на територията на Флорентинската република през юни 1478 г., подпалват флорентинските владения и окупират Кастелина ин Кианти, Рада ин Кианти до края на лятото, Казоле д'Елса, Черталдо, Кастелфиорентино и накрая крепостта в Поджо Империале в края на септември, установявайки се в Коле ди Вал д'Елса и обсаждайки го почти два месеца. Военните действия продължават до мирните споразумения от 13 март 1480 г. Въпреки това, поради общото недоволство и от двете страни от постигнатите споразумения, дискусиите продължават, докато през юли османската инвазия в Пулия (Обсада на Отранто) насочва вниманието към Южна Италия, което налага приключването на въпроса поради форсмажорни обстоятелства и възстановяване на всичките имоти на Медичите в замяна на голяма финансова компенсация и изпращане на военни части за противодействие на турската атака.

## Омиротворяване
Лоренцо Великолепни се възползва от възможността окончателно да централизира цялата власт в ръцете си: всъщност той подчинява общинските събрания и структурата на Флорентинската република на съвет от 70 членове, до голяма степен съставен от хора, на които има доверие, които трябва да отговарят само на него.
Един от най-старите и известни разкази за заговора – Pactianae coniurationis commentarium е написан от самия Анджело Полициано, който е бил пряк свидетел на събитията.
По-късно Лоренцо успява да сключи мир както с Алфонсо II Неаполитански, така и с папа Сикст IV: и в двата случая той използва културата и изкуството като посланици на Флоренция и нейната необходима свобода и независимост: така Джулиано да Маяно, Бенедето да Маяно и Антонио Роселино заминават за Неапол, докато група от флорентински художници изписват новата Сикстинска капела в Рим между 1481 и 1482 г.

## Заговорът в масовата култура
- Първите глави от романа на Карел Шулц „Камък и болка“ (на чешки: Kámen a bolest) (1943) са посветени на заговора на Паци. Почти цялата първа половина на компютърната игра Assassin's Creed II е базирана на заговора на Паци. Всички заговорници са убити от главния герой Ецио Аудиторе, приятел на семейство Медичи. За разлика от оригиналните събития, в играта конспираторът Франческо де Паци не е обесен от прозорец, а е провесен от покрива на двореца с въже.
- Сериалът „Демоните на Да Винчи" показва враждата между Медичите и Паци, участието на Рим в заговора и самия заговор. Въпреки факта, че сериалът отразява подробно този момент от историята (цял епизод от Сезон 2), събитията са силно изкривени.
- В  сериала „Медичите“ целият втори сезон е посветен на конфликта между семействата Медичи и Паци, където конспирацията също е разкрита от началото до края.
- Инспектор Паци от романа на Томас Харис „Ханибал“ е потомък на семейство Паци. Романът описва сцените на екзекуцията на неговите предци.